# Пентатоніка

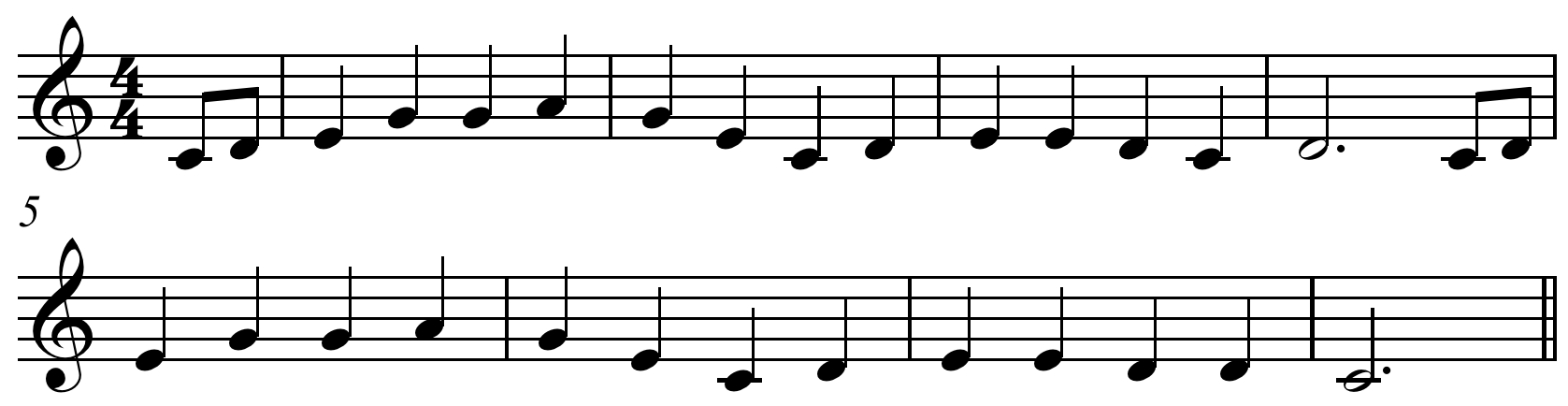
Фрагмент пісні C. Форстера «О, Сюзанна», витримана у пентатоніці.

Пентатоніка (від грецьких слів «pente» — «п'ять» і «tonos» — «звук») — звукова система, лад що має 5 звуків різної висоти у межах октави. Пентатоніка у тій чи іншій формі широко представлена як у сучасній, так і у народній музиці. Вона характерна для традиційної музики країн Далекого Сходу (Китаю, В'єтнаму, Японії, Кореї), Африки, Індії, індіанців, а також для багатьох європейських народів, наприклад: трапляється в ірландській фолкмузиці, звідки вона перейшла до американського кантрі. Сліди пентатоніки трапляються і в деяких українських піснях. Також звукоряд цього типу широко використовується у сучасній рок, поп та блюзовій музиці. Наприклад, блюзовий звукоряд утворюється додаванням до мінорної пентатоніки пониженого п'ятого ступеня (♭V), який іноді називають «блюзовим тоном». У важкому році близько половини гітарних рифів і соло граються за гамою пентатоніки
Пентатоніка дуже популярна серед гітаристів завдяки аплікатурі та універсальності, за допомогою яких можна імпровізувати майже будь-яку гармонію і мелодію.

## Види
Існує 4 типи пентатоніки — безпівтонова, або власне пентатоніка, півтонова, змішана, темперована. Безпівтонова відома також як китайський або шотландський лад. Ця пентатоніка поширена в країнах Далекого Сходу, татарській, башкирській, марійській та іншій музиці. Півтонова або гемотонова пентатоніка зустрічається в японській та індійській музиці. Мішана в музиці деяких африканських народів, темперована популярна в Індонезії.
Безпівтонова або агемітонна пентатоніка є п'ятиступеневою системою, усі звуки якої можна розташувати за чистими квінтами. Між сусідніми ступенями звукорядів цієї пентатоніки містяться лише два види інтервалів — велика секунда і мала терція. Унаслідок відсутності напівтонів у пентатоніці не можуть утворюватися гострі ладові тяжіння. Звукоряд пентатоніки не виявляє певного тонального центру. Тому функції головного тону може виконувати будь-який із п'яти звуків, а отже звукоряд пентатоніки має п'ять різних варіантів однакового звукового складу.
Безпівтонова пентатоніка буває мажорною та мінорною.
Мажорною пентатонікою вважається та, що містить мажорний тризвук на І ступені, через що нагадує мажор. У порівнянні з мажором в цій пентатоніці відсутні IV і VII ступені, відповідно її формула I-II-III-V-VI. Послідовність інтервалів від І ступеня до останнього наступна — в.2, в.2, м.3, в.2.
| Мажорна пентатоніка від до | прослухатиⓘ |

Мінорною пентатонікою вважається та, що має мінорний тризвук. У порівнянні зі справжнім мінором відсутні II і VI ступені, відповідно її формула I-bIII-IV-V-bVII. Послідовність інтервалів від І ступеня до останнього наступна — м.3, в.2, в.2, м.3.
| Мінорна пентатоніка від ля | прослухатиⓘ |

Півтонова або ж гемітонова чи діатонічна пентатоніка трапляється в музиці деяких східних народів. Ось приклад такої пентатоніки e-f-g-g♯-a#. Інтервали e-f та g-g# це малі секунди (півтони). Інший приклад — b-c-e-f-g. Інтервали b-c і e-f є малими секундами (півтонами).
Змішана пентатоніка поєднує риси безпівтонової та півтонової.
Темперована пентатоніка, але не рівномірно-темперована — це індонезійський звукоряд слендро, де октава поділяється на 5 ступенів, які не збігаються ні з тонами, ні з півтонами.